# Dancing on My Own
"Dancing on My Own" is een nummer van de Zweedse zangeres Robyn. Het nummer verscheen op haar album Body Talk Pt. 1 uit 2010. Op 1 juni van dat jaar werd het nummer uitgebracht als de enige single van het album. In 2016 werd het nummer gecoverd door de Britse singer-songwriter Calum Scott als zijn debuutsingle. In 2018 verscheen het nummer ook op zijn debuutalbum Only Human.

## Achtergrond
"Dancing on My Own" is geschreven en geproduceerd door Robyn en Patrik Berger. Robyn haalde inspiratie voor het nummer uit haar liefde voor "inherent zielige, gay disco-anthems", waaronder "Dancing with Tears in My Eyes" van Ultravox en nummers van Sylvester en Donna Summer. Het nummer is geschreven vanuit het oogpunt van een vrouw die alleen danst in een club terwijl zij kijkt naar haar ex-geliefde die een andere vrouw kust. Ze voelt zich niet geliefd, maar heeft geen andere optie dan dit te accepteren. In een interview vertelde Robyn over het nummer: "Voor mij is het een zielig liefdeslied, maar het is ook een sterk nummer, of dat is in ieder geval wat ik wil dat men voelt wanneer zij ernaar luisteren." In een ander interview vertelde zij over het thema: "Iedereen heeft zoveel verwachtingen wanneer zij uitgaan, zoveel wensen over hoe hun avond eruit gaat zien: of zij die persoon gaan ontmoeten, een leuke tijd hebben met vrienden, zich goed voelen, goede muziek horen. Zij worden dronken en worden op een manier zichzelf, en zij ervaren een soort emotie. Maar het is niet altijd leuk. Er zit een vernietigende kant aan. Maar ik geloof in de kracht van uitgaan, want dan kan ik altijd mezelf zijn en geïnspireerd raken. Zelfs als ik me verdrietig voel, is dansen een manier om dit eruit te laten."

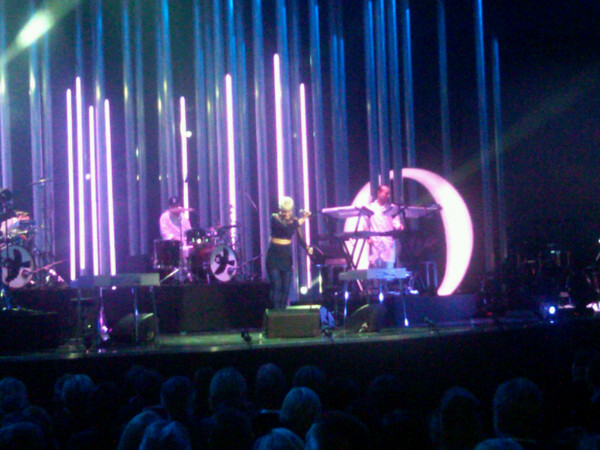
Robyn zingt "Dancing on My Own" live op het Nobel Peace Prize Concert in 2010.

Het thema van "Dancing on My Own" wordt vaak vergeleken met haar vorige hitsingles "With Every Heartbeat" en "Be Mine!". Het werd haar eerste nummer 1-hit in haar thuisland Zweden. In Denemarken haalde het de tweede positie. In het Verenigd Koninkrijk behaalde het de negende positie in de hitlijsten. In de Verenigde Staten haalde het nummer niet de Billboard Hot 100, maar stond het wel op de dertiende plaats in de Bubbling Under-lijst en kwam het tot de derde plaats in de dancelijsten.
In Nederland werd de plaat o.a. veel gedraaid op 3FM, maar bereikte desondanks niet de Nederlandse Top 40 en de Mega Top 50. Wél bereikte de plaat de twaalfde positie in de Tipparade. In België werd de Ultratop 50 wel gehaald met een 25e plaats als hoogste notering. In de  Vlaamse Radio 2 Top 30 werd geen notering behaald.
Tijdens de Grammy Awards van 2011 werd het nummer genomineerd in de categorie Best Dance Recording, maar verloor het van "Only Girl (In the World)" van Rihanna.
De videoclip van "Dancing on My Own" is gefilmd in een studio in Stockholm en geregisseerd door Max Vitali, die ook de videoclip voor "Be Mine!" had geregisseerd. Visueel gezien is de videoclip simpel en lijkt het op live-optredens van Robyn tijdens zowel haar voorbije tournee als haar toekomstige tournee ter promotie van haar nieuwe album. Robyn loopt door een club en ziet haar ex-vriend met een andere vrouw. Deze beelden werden afgewisseld door beelden waarin zij op een podium staat en in een microfoon zingt. Ter promotie van het nummer zong Robyn het tijdens optredens in de televisieprogramma's The Ellen DeGeneres Show, Late Show with David Letterman, Late Night with Jimmy Fallon en The Tonight Show with Jay Leno. Daarnaast is het nummer gebruikt in afleveringen van de televisieseries Gossip Girl, Orange Is the New Black, Girls en RuPaul's Drag Race.
"Dancing on My Own" is een aantal malen gecoverd. Kato Callebaut zong het tijdens haar auditie voor Idool 2011 en bereikte met haar versie de tweede plaats in de Vlaamse Ultratop 50. Pentatonix bracht in 2017 een cover van het nummer uit. De bekendste coverversie is afkomstig van Calum Scott, die het zong tijdens zijn auditie voor Britain's Got Talent in 2015. Na afloop van de talentenjacht bracht hij het nummer uit op single, maar werd aanvankelijk weinig gedraaid op de radio. Na verloop van tijd bereikte het toch de Britse hitlijsten en klom het langzaam naar de tweede plaats in de UK Singles Chart. Uiteindelijk bleek dat het de meest verkochte single tijdens de zomer van 2016 was in het Verenigd Koninkrijk. Ook in andere landen was het nummer succesvol; in de Amerikaanse Billboard Hot 100 kwam het anderhalf jaar na uitgave op de 93e plaats te staan.
In Nederland bereikte de plaat de 7e positie in de Nederlandse Top 40 en de 14e positie in de Mega Top 50. In België bereikte de plaat de 19e positie van de Ultratop 50. De Radio 2 Top 30 werd niet bereikt.
In oktober 2016 bracht Tiësto een remix van het nummer uit. In 2017 was de originele versie genomineerd voor een Brit Award in de categorie British Single of the Year, maar verloor het van "Shout Out to My Ex" van Little Mix.

## Hitnoteringen
Alle noteringen zijn afkomstig van de versie van Calum Scott.

### Nederlandse Top 40
| Hitnotering: 12-11-2016 t/m 18-03-2017 | Hitnotering: 12-11-2016 t/m 18-03-2017 | Hitnotering: 12-11-2016 t/m 18-03-2017 | Hitnotering: 12-11-2016 t/m 18-03-2017 | Hitnotering: 12-11-2016 t/m 18-03-2017 | Hitnotering: 12-11-2016 t/m 18-03-2017 | Hitnotering: 12-11-2016 t/m 18-03-2017 | Hitnotering: 12-11-2016 t/m 18-03-2017 | Hitnotering: 12-11-2016 t/m 18-03-2017 | Hitnotering: 12-11-2016 t/m 18-03-2017 | Hitnotering: 12-11-2016 t/m 18-03-2017 | Hitnotering: 12-11-2016 t/m 18-03-2017 | Hitnotering: 12-11-2016 t/m 18-03-2017 | Hitnotering: 12-11-2016 t/m 18-03-2017 | Hitnotering: 12-11-2016 t/m 18-03-2017 | Hitnotering: 12-11-2016 t/m 18-03-2017 | Hitnotering: 12-11-2016 t/m 18-03-2017 | Hitnotering: 12-11-2016 t/m 18-03-2017 | Hitnotering: 12-11-2016 t/m 18-03-2017 | Hitnotering: 12-11-2016 t/m 18-03-2017 | Hitnotering: 12-11-2016 t/m 18-03-2017 |
| Week                                   | 1                                      | 2                                      | 3                                      | 4                                      | 5                                      | 6                                      | 7                                      | 8                                      | 9                                      | 10                                     | 11                                     | 12                                     | 13                                     | 14                                     | 15                                     | 16                                     | 17                                     | 18                                     | 19                                     |                                        |
| -------------------------------------- | -------------------------------------- | -------------------------------------- | -------------------------------------- | -------------------------------------- | -------------------------------------- | -------------------------------------- | -------------------------------------- | -------------------------------------- | -------------------------------------- | -------------------------------------- | -------------------------------------- | -------------------------------------- | -------------------------------------- | -------------------------------------- | -------------------------------------- | -------------------------------------- | -------------------------------------- | -------------------------------------- | -------------------------------------- | -------------------------------------- |
| Positie                                | 28                                     | 21                                     | 18                                     | 15                                     | 18                                     | 14                                     | 11                                     | 9                                      | 7                                      | 7                                      | 10                                     | 12                                     | 16                                     | 18                                     | 18                                     | 20                                     | 24                                     | 29                                     | 37                                     | uit                                    |

### Mega Top 50
| Hitnotering: 01-10-2016 t/m 18-03-2017 | Hitnotering: 01-10-2016 t/m 18-03-2017 | Hitnotering: 01-10-2016 t/m 18-03-2017 | Hitnotering: 01-10-2016 t/m 18-03-2017 | Hitnotering: 01-10-2016 t/m 18-03-2017 | Hitnotering: 01-10-2016 t/m 18-03-2017 | Hitnotering: 01-10-2016 t/m 18-03-2017 | Hitnotering: 01-10-2016 t/m 18-03-2017 | Hitnotering: 01-10-2016 t/m 18-03-2017 | Hitnotering: 01-10-2016 t/m 18-03-2017 | Hitnotering: 01-10-2016 t/m 18-03-2017 | Hitnotering: 01-10-2016 t/m 18-03-2017 | Hitnotering: 01-10-2016 t/m 18-03-2017 | Hitnotering: 01-10-2016 t/m 18-03-2017 |
| Week                                   | 1                                      | 2                                      | 3                                      | 4                                      | 5                                      | 6                                      | 7                                      | 8                                      | 9                                      | 10                                     | 11                                     | 12                                     | 13                                     |
| -------------------------------------- | -------------------------------------- | -------------------------------------- | -------------------------------------- | -------------------------------------- | -------------------------------------- | -------------------------------------- | -------------------------------------- | -------------------------------------- | -------------------------------------- | -------------------------------------- | -------------------------------------- | -------------------------------------- | -------------------------------------- |
| Positie                                | 83                                     | 81                                     | 66                                     | 66                                     | 45                                     | 36                                     | 32                                     | 30                                     | 23                                     | 22                                     | 14                                     | 14                                     | 14                                     |
| Week                                   | 14                                     | 15                                     | 16                                     | 17                                     | 18                                     | 19                                     | 20                                     | 21                                     | 22                                     | 23                                     | 24                                     | 25                                     |                                        |
| Positie                                | 19                                     | 16                                     | 17                                     | 18                                     | 15                                     | 24                                     | 29                                     | 32                                     | 38                                     | 50                                     | 58                                     | 76                                     | uit                                    |

### NPO Radio 2 Top 2000
| Nummer met noteringen in de NPO Radio 2 Top 2000 | '16  | '17  | '18  | '19  | '20  | '21  |
| ------------------------------------------------ | ---- | ---- | ---- | ---- | ---- | ---- |
| Dancing on My Own                                | 1622 | 1135 | 1395 | 1901 | 1805 | 1835 |

1. ↑  Een vetgedrukt getal geeft de hoogste notering aan.
2. ↑  2016 was het eerste jaar met een notering voor dit nummer.
3. ↑  Deze tabel is bijgewerkt tot en met de laatste editie (2024).